# Am Brucher Häuschen
Am Brucher Häuschen ist eine Ortslage im Norden der bergischen Großstadt Wuppertal.

## Lage und Beschreibung
Die Ortslage befindet sich im Osten des Wohnquartiers Uellendahl-West im Stadtbezirk Uellendahl-Katernberg auf einer Höhe von 226 m ü. NHN an der Straße Kempers Häuschen. Diese war bis 1973 Teil der heutigen Straße Am Brucher Häuschen, deren südlicher Teil in diesem Jahr abgetrennt und in Kempers Häuschen umbenannt wurde. Der mittlere Teil der Straße in Höhe des Wohnplatzes wurde in einen Fußweg umgewandelt.
Benachbarte Ortslagen, Hofschaften und Wohnplätze sind Uellendahl, Am Flöthen, Weinberg, Am Deckershäuschen, Am Sonnenschein, Norkshäuschen, Röttgen, Kempers Häuschen, Am Bruch, In den Siepen und Auf der Nüll.
Am Ort fließt der Bachlauf am Gebrannten, ein Zufluss des Mirker Bachs, vorbei.

## Geschichte
Im 19. Jahrhundert gehörte Am Brucher Häuschen zur Mirker Rotte der Oberbürgermeisterei Elberfeld. Der Ort ist auf der Topographischen Aufnahme der Rheinlande von 1824 unbeschriftet eingezeichnet, ebenso auf der Preußischen Uraufnahme von 1843. Auf dem Wuppertaler Stadtplan von 1930 ist es als Am Brucher Häuschen eingezeichnet. In den Elberfelder Adressbüchern von 1850 heißt der Ort Bruckenhäuschen und 1852 Bruckershäuschen.
Der laut der Statistik und Topographie des Regierungsbezirks Düsseldorf 1832 als Ackergut kategorisierte Ort wurde zu dieser Zeit als am Bruckerhäus. bezeichnet und besaß ein Wohnhaus und zwei landwirtschaftliche Gebäude. Zu dieser Zeit lebten sieben Einwohner im Ort, alle evangelischen Glaubens. Für 1815/16 werden keine Einwohner angegeben.
Der Ort lag an dem sogenannten Langenberger Postweg, einer Altstraße nach Langenberg. Um 1900 erwarb ein Verein zur Einrichtung eines homöopathischen Krankenhauses wegen „der so gesunden Lage“ im Ort eine Gaststätte.